# Lokförare

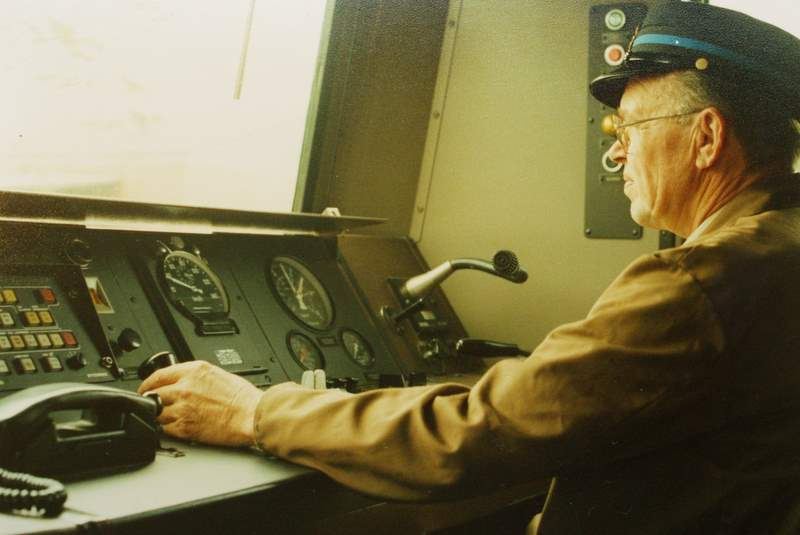
Lokförare för DSB i Danmark år 1987.

En lokförare (ibland även tågförare, förare av tåg eller enbart förare) är ett yrke inom järnvägsbranschen. Huvudarbetsuppgiften för en lokförare är att tjänstgöra som förare av tåg, vilket förutom att man framför tåget även innebär att man ansvarar för trafiksäkerheten i samband med tågfärden. Tåget ska framföras säkert, i rätt hastighet och bromsas komfortabelt och trafiksäkert .
Lokföraren ska också försäkra sig om att tåget har tillräcklig bromsförmåga innan tågets tas ut i drift, genom obligatoriska bromskontroller och praktiska tester av bromsen.

## Ordet lokförare
Ordet lokförare härstammar från den tid då alla tåg bestod av separata lok och vagnar. Nuförtiden saknar många tåg separata lok och består istället av enbart motorvagnar som är järnvägsfordon med både motorer och passagerarutrymme. Titeln lokförare lever emellertid kvar och används även för förare av motorvagnståg.
Ordet tågförare används ibland synonymt för lokförare.  Det bör inte förväxlas med danskans och tyskans togfører/Zugführer som motsvaras av svenskans tågbefälhavare.

## Förarhytt

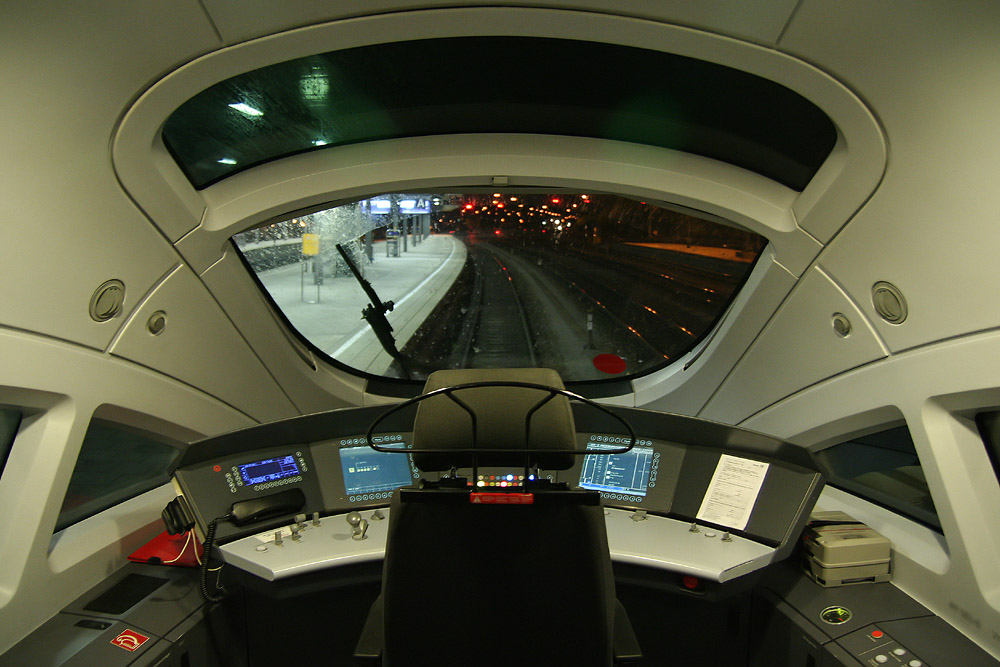
Förarhytten i ett tyskt Intercity Express-tåg.

En lokförares huvudarbetsplats är förarhytten. Ellok och diesellok är oftast (men inte alltid) symmetriska med två identiska förarhytter på båda ändarna. Motorvagnar har oftast bara en förarhytt, men några som är avsedda att framföras ensamma utan ytterligare tillkopplade fordon kan ha två. Lokföraren kan även sitta och arbeta i en manövervagn med bara en förarhytt medan loket eller motorvagnen finns på andra sidan av tåget och fjärrstyrs. En förarhytt är utrustad med en eller två säten och rymmer en eller två personer.

## Utbildning (Sverige)
I Sverige utbildas lokförare genom yrkeshögskola i bland annat Mjölby, Nässjö, Hallsberg, Ängelholm, Vännäs och Boden. Utbildningen är på ca 1 år och berättigar till studiemedel från CSN. Dessutom har vissa operatörer förarutbildning i egen regi med utbildningslön där utbildningen generellt sett är fokuserad på tågföretagets egen trafik. Efter utbildningen är föraren vanligtvis bunden att jobba åt järnvägsföretaget en förutbestämd tid för att inte behöva betala tillbaka utbildningens kostnader.
Utbildningen är praktiskt och består till stora delar av att köra tåg med handledare, utöver detta innehåller den Trafikbestämmelserna för järnväg (TTJ) som består av flera moduler. Efter avlagd examen som lokförare ska eleven ha goda kunskaper om järnvägen och dess regler.
Efter lokförarexamen måste ett kompletterande intyg utfärdas hos järnvägsföretaget där företagsspecifika säkerhetsregler, rutiner och fordonsutbildning ingår, efter denna kan lokföraren självständigt framföra fordonet. De kompletterande intygen uppkom efter att monopolet på järnväg försvann och olika järnvägsföretag uppstod. Detta med anledning att det inte var nödvändigt för lokförare att få utbildning inom områden de aldrig behöver använda på sin arbetsplats.
Vid ny tjänst hos ett annat järnvägsföretag måste ett nytt kompletterande intyg utfärdas.

## Tågbolag i Sverige
Stora arbetsgivare i Sverige är bland andra SJ, Transdev, Green Cargo, Vy Tåg, VR Sverige och Hector Rail. En färdig lokförare kan få uppemot 45 000 kronor i månaden i grundlön efter ett par år i branschen . Normalt är arbetstiden 36–40 timmar i veckan i skifttjänstgöring.
Många bolag har sina egna varianter av löneupplägg med antingen individuella löner eller lönestegar där alla har samma lön baserat på antal yrkesverksamma år.
Kvartstid, som innebär att lokföraren bara får betalt 15 minuter per timme under nattvilan, förhandlades fram när SJ var den enda operatören och därmed hade mer mandat att styra över de anställda. Kvartstid är en aktuell fråga hos alla fackförbund och är någonting som försöker förhandlas bort.

## Första kvinnliga lokföraren i Sverige
Sveriges första kvinnliga lokförare var Ulla-Brita Neibig, som utexaminerades 1972. Hon hade dock kört spårvagn och tunnelbanetåg tidigare.

## Facklig anslutning (Sverige)
Lokförarnas fackliga organisationer är Seko inom LO och ST inom TCO. Den fristående organisationen Svensk Lokförarförening avvecklades 2019. Åren 2017–2019 låg lokförarnas fackliga organisationsgrad i intervallet 87–94 procent. Åren 2001–2003 var organisationsgraden 95-99 procent.